# Lijst van voetbalinterlands Denemarken - Mexico
Deze lijst van voetbalinterlands is een overzicht van alle officiële voetbalwedstrijden tussen de nationale teams van Denemarken en Mexico. De landen speelden tot op heden vijf keer tegen elkaar De eerste ontmoeting, een vriendschappelijke wedstrijd, werd gespeeld in Mexico-Stad op 22 januari 1969. Het laatste duel, eveneens een vriendschappelijke wedstrijd, vond plaats op 9 juni 2018 in Brøndby

## Wedstrijden
| № | Plaats      | Datum           | Competitie                   | Wedstrijd           | Uitslag |
| - | ----------- | --------------- | ---------------------------- | ------------------- | ------- |
| 1 | Mexico-Stad | 22 januari 1969 | Vriendschappelijk            | Mexico – Denemarken | 3 – 0   |
| 2 | Kopenhagen  | 6 mei 1969      | Vriendschappelijk            | Denemarken – Mexico | 3 – 1   |
| 3 | Riyad       | 10 januari 1995 | FIFA Confederations Cup 1995 | Denemarken – Mexico | 1 – 1   |
| 4 | Glendale    | 30 januari 2013 | Vriendschappelijk            | Mexico − Denemarken | 1 − 1   |
| 5 | Brøndby     | 9 juni 2018     | Vriendschappelijk            | Denemarken − Mexico | 2 − 0   |

## Samenvatting
| Competitie              | Totaal gespeeld | Winst Denemarken | Gelijk | Winst Mexico | Doelsaldo Denemarken – Mexico |
| ----------------------- | --------------- | ---------------- | ------ | ------------ | ----------------------------- |
| FIFA Confederations Cup | 1               | 0                | 1      | 0            | 1 − 1                         |
| Vriendschappelijk       | 4               | 2                | 1      | 1            | 6 − 5                         |
| Totaal                  | 5               | 2                | 2      | 1            | 7 − 6                         |

Wedstrijden bepaald door strafschoppen worden, in lijn met de FIFA, als een gelijkspel gerekend.

## Details

### Eerste ontmoeting
| Vriendschappelijk (Mexico-Stad, Mexico, 22 januari 1969): |              | |
| Mexico | 3 – 0        | Denemarken |
| Erik Sandvad 14' (e.d.) Bent Jensen 43' (e.d.) Enrique Borja 68'                                                                                                   | goals        | |
| Raúl Cárdenas | bondscoach   | Henry Petersen From |
| Aarón Padilla 46' Enrique Borja Albino Morales Javier Sánchez José Vantolrá Isidoro Díaz Ernesto Cisneros Mario Pérez José Luis González Gustavo Peña Antonio Mota | opstellingen | Knud Engedal Jan Larsen Hans Christiansen Henning Munk Jensen Børge Enemark Erik Sandvad Kurt Præst Bent Jensen Niels-Christian Holmstrøm Leif Sørensen Leif Printzlau |
| Horacio López 46' | wissels      | |

### Tweede ontmoeting
| Vriendschappelijk (Kopenhagen, Denemarken, 6 mei 1969):                            |       |                   |
| Denemarken                                                                         | 3 – 1 | Mexico            |
| Leif Sørensen 7' Ole Madsen 22' Bent Jensen 82'                                    | goals | 1' Javier Fragoso |
| - Debuut van Torben Nielsen en Christian Andersen (beiden B 1903) voor Denemarken. |       |                   |

### Derde ontmoeting
| FIFA Confederations Cup 1995 (Riyadh, Saoedi-Arabië, 10 januari 1995): |                     | |
| Mexico | 1 – 1               | Denemarken |
| Luis García 25' | goals               | 48' Peter Rasmussen |
| Miguel Mejía Barón | bondscoach          | Richard Møller Nielsen |
| Claudio Suárez Joaquín del Olmo Luis García Marcelino Bernal | strafschoppen 2 – 4 | Michael Schjønberg Michael Laudrup Jes Høgh Marc Rieper |
| Jorge Campos Claudio Suárez Ignacio Ambríz Ramón Ramírez 84' Marcelino Bernal Alberto García Aspe Jorge Rodríguez Luis García Luis Roberto Alves 72' Joaquín del Olmo Raúl Gutiérrez | opstellingen        | 28' Lars Høgh Jakob Friis-Hansen Marc Rieper Jes Høgh 77' Jens Risager Brian Steen Nielsen Michael Laudrup Brian Laudrup Jesper Kristensen 46' Carsten Hemmingsen Peter Rasmussen |
| Carlos Hermosillo 72' Alberto Coyote 84' | wissels             | 28' Mogens Krogh 46' Jacob Laursen 77' Michael Schjønberg |
| Marcelino Bernal 11' Alberto García Aspe 47' Joaquín del Olmo 72' | gele kaarten        | 3' Jes Høgh 39' Jacob Friis-Hansen |
| - Debuut van Carsten Hemmingsen (OB Odense) voor Denemarken. |                     | |

### Vijfde ontmoeting
| Vriendschappelijk (Brøndby, Denemarken, 9 juni 2018):                                                                   |            |                    |
| Denemarken | 2 – 0      | Mexico             |
| Yussuf Poulsen 71' Christian Eriksen 74'                                                                                | goals      |                    |
| Åge Hareide | bondscoach | Juan Carlos Osorio |
| - Voor beide teams was dit de laatste oefenwedstrijd voor de start van het Wereldkampioenschap voetbal 2018 in Rusland. |            |                    |

DBU · A-internationals · Selecties · Bondscoaches · Deens vrouwenelftal · Olympisch elftal · Denemarken U21 · Denemarken U20 · Denemarken U19 · Denemarken U18 · Denemarken U17 · Denemarken U16 · Vrouwen U17
1908 – 1919 ·
1920 – 1929 ·
1930 – 1939 ·
1940 – 1949 ·
1950 – 1959 ·
1960 – 1969 ·
1970 – 1979 ·
1980 – 1989 ·
1990 – 1999 ·
2000 – 2009 ·
2010 – 2019 ·
2020 − 2029
EK's: 1964 · 
1984 · 
1988 · 
1992 · 
1996 · 
2000 · 
2004 · 
2012 · 
2020 · 
2024
WK's: 1986 · 
1998 · 
2002 · 
2010 · 
2018 · 
2022
OS: 1908 · 
1912 · 
1920 · 
1948 · 
1952 · 
1960 · 
1972 · 
1992 · 
2016
1908 · 
1909 · 
1910 · 
1911 · 
1912 · 
1913 · 
1914 · 
1915 · 
1916 · 
1917 · 
1918 · 
1919 · 
1920 · 
1921 · 
1922 · 
1923 · 
1924 · 
1925 · 
1926 · 
1927 · 
1928 · 
1929 · 
1930 · 
1931 · 
1932 · 
1933 · 
1934 · 
1935 · 
1936 · 
1937 · 
1938 · 
1939 · 
1940 · 
1941 · 
1942 · 
1943 · 
1944 · 
1946 · 
1947 · 
1948 · 
1949 · 
1950 · 
1952 · 
1952 · 
1953 · 
1954 · 
1955 · 
1956 · 
1957 · 
1958 · 
1959 · 
1960 · 
1961 · 
1962 · 
1963 · 
1964 · 
1965 · 
1966 · 
1967 · 
1968 · 
1969 · 
1970 · 
1971 · 
1972 · 
1973 · 
1974 · 
1975 · 
1976 · 
1977 · 
1978 · 
1979 · 
1980 · 
1981 · 
1982 · 
1983 · 
1984 · 
1985 · 
1986 · 
1987 · 
1988 · 
1989 · 
1990 ·
1991 · 
1992 · 
1993 · 
1994 · 
1995 · 
1996 · 
1997 · 
1998 · 
1999 · 
2000 · 
2001 · 
2002 · 
2003 · 
2004 · 
2005 · 
2006 · 
2007 · 
2008 · 
2009 · 
2010 · 
2011 · 
2012 · 
2013 · 
2014 · 
2015 · 
2016 · 
2017 · 
2018 ·
2019 ·
2020 ·
2021 ·
2022 ·
2023
Albanië ·
Algerije ·
Argentinië ·
Armenië ·
Australië ·
België ·
Bermuda ·
Bosnië en Herzegovina · 
Brazilië ·
Bulgarije ·
Canada ·
Chili ·
Cyprus ·
DDR ·
Duitsland ·
Ecuador ·
Egypte ·
Engeland ·
Estland ·
Faeröer · 
Finland · 
Frankrijk ·
Gambia ·
Georgië ·
Ghana ·
Gibraltar ·
GOS ·
Griekenland ·
Honduras ·
Hongarije ·
Hongkong ·
Ierland ·
IJsland ·
Indonesië ·
Iran ·
Israël ·
Italië ·
Japan ·
Joegoslavië ·
Kameroen ·
Kazachstan ·
Kosovo · 
Kroatië · 
Letland ·
Liechtenstein ·
Litouwen ·
Luxemburg ·
Malta ·
Marokko ·
Mexico ·
Moldavië · 
Montenegro · 
Nederland ·
Nederlandse Antillen ·
Nigeria ·
Noord-Ierland ·
Noord-Macedonië ·
Noorwegen ·
Oekraïne ·
Oostenrijk ·
Panama ·
Paraguay ·
Peru ·
Polen ·
Portugal ·
Roemenië ·
Rusland ·
San Marino ·
Saoedi-Arabië ·
Schotland ·
Senegal ·
Servië ·
Singapore ·
Slovenië ·
Slowakije ·
Sovjet-Unie ·
Spanje ·
Suriname ·
Thailand ·
Togo · 
Tsjechië ·
Tsjecho-Slowakije ·
Tunesië · 
Turkije · 
Uruguay ·
Verenigde Arabische Emiraten ·
Verenigde Staten ·
Wales ·
Wit-Rusland ·
Zuid-Afrika ·
Zuid-Korea ·
Zweden ·
Zwitserland
Argentinië (1995) · 
Australië (2018) ·
Australië (2022) · 
België (2021) · 
Duitsland (1992) · 
Duitsland (2012) · 
Engeland (2021) · 
Finland (2021) · 
Frankrijk (2002) · 
Frankrijk (2018) · 
Japan (2010) · 
Kameroen (2010) · 
Kroatië (2018) · 
Nederland (2010) · 
Nederland (2012) · 
Peru (2018) · 
Portugal (2012) · 
Rusland (2021) · 
Senegal (2002) · 
Tsjechië (2021) · 
Uruguay (2002) · 
Wales (2021)
FMF · A-internationals · Selecties · Bondscoaches · Statistieken · Mexicaans vrouwenelftal · Olympisch elftal · Mexico U21 · Mexico U20 · Mexico U19 · Mexico U18 · Mexico U17
1920 – 1949 ·
1950 – 1969 ·
1970 – 1979 ·
1980 – 1989 ·
1990 – 1999 ·
2000 – 2009 ·
2010 – 2019 ·
2020 – 2029
Copa América 1993 ·
Copa América 1995 ·
Copa América 1997 ·
Copa América 1999 ·
Copa América 2001 ·
Copa América 2004 ·
Copa América 2007 ·
Copa América 2011 ·
Copa América 2015 · 
Copa América 2016
WK 1930 ·
WK 1950 ·
WK 1954 ·
WK 1958 ·
WK 1962 ·
WK 1966 ·
WK 1970 ·
WK 1978 ·
WK 1986 ·
WK 1994 ·
WK 1998 ·
WK 2002 ·
WK 2006 ·
WK 2010 ·
WK 2014 · 
WK 2018
OS 1928 ·
OS 1948 ·
OS 1964 ·
OS 1968 ·
OS 1972 ·
OS 1976 ·
OS 1992 ·
OS 1996 ·
OS 2004 ·
OS 2012 ·
OS 2016 ·
OS 2020
1923 ·
1924–1927 ·
1928 ·
1929 ·
1930 ·
1931–1933 ·
1934 ·
1935 ·
1936 ·
1937 ·
1938 ·
1939–1946 ·
1947 ·
1948 ·
1949 ·
1950 ·
1951 ·
1952 ·
1953 ·
1954 ·
1955 ·
1956 ·
1957 ·
1958 ·
1959 ·
1960 ·
1961 ·
1962 ·
1963 ·
1964 ·
1965 ·
1966 ·
1967 ·
1968 ·
1969 ·
1970 · 
1971 · 
1972 · 
1973 · 
1974 · 
1975 · 
1976 · 
1977 · 
1978 · 
1979 · 
1980 · 
1981 · 
1982 · 
1983 · 
1984 · 
1985 · 
1986 · 
1987 · 
1988 · 
1989 · 
1990 · 
1991 · 
1992 · 
1993 · 
1994 · 
1995 · 
1996 · 
1997 · 
1998 · 
1999 · 
2000 · 
2001 · 
2002 · 
2003 · 
2004 · 
2005 · 
2006 · 
2007 · 
2008 · 
2009 · 
2010 · 
2011 · 
2012 · 
2013 · 
2014 · 
2015 · 
2016 ·
2017 ·
2018 ·
2019 ·
2020 ·
2021 ·
2022 ·
2023
Albanië ·
Algerije ·
Angola ·
Argentinië ·
Australië ·
België ·
Belize ·
Bermuda ·
Bolivia ·
Bosnië en Herzegovina ·
Brazilië ·
Bulgarije ·
Canada ·
Chili ·
China ·
Colombia ·
Congo-Kinshasa ·
Costa Rica ·
Cuba ·
Curaçao ·
DDR ·
Denemarken ·
Dominica ·
Duitsland ·
Ecuador ·
Egypte ·
El Salvador ·
Engeland ·
Estland ·
Fiji ·
Finland ·
Frankrijk ·
Gambia ·
Ghana ·
Griekenland ·
Guatemala ·
Guyana ·
Haïti ·
Honduras ·
Hongarije ·
Ierland ·
IJsland ·
Irak ·
Iran ·
Israël ·
Italië ·
Ivoorkust ·
Jamaica ·
Japan ·
Joegoslavië ·
Kameroen ·
Kroatië ·
Liberia ·
Luxemburg ·
Marokko ·
Martinique ·
Nederland ·
Nederlandse Antillen ·
Nicaragua ·
Nieuw-Zeeland ·
Nigeria ·
Noord-Ierland ·
Noord-Korea ·
Noorwegen ·
Oekraïne ·
Oezbekistan ·
Panama ·
Paraguay ·
Peru ·
Polen ·
Portugal ·
Qatar ·
Roemenië ·
Rusland ·
Saint Kitts en Nevis ·
Saint Vincent en de Grenadines ·
Saoedi-Arabië ·
Schotland ·
Senegal ·
Servië ·
Slovenië ·
Slowakije ·
Sovjet-Unie ·
Spanje ·
Suriname ·
Trinidad en Tobago ·
Tsjechië ·
Tsjecho-Slowakije ·
Tunesië ·
Uruguay ·
Venezuela ·
Verenigde Staten ·
Wales ·
Wit-Rusland ·
Zuid-Afrika ·
Zuid-Korea ·
Zweden ·
Zwitserland
Angola (2006) ·
Argentinië (2006) ·
Brazilië (1999) ·
Brazilië (2014) ·
Brazilië (2018) ·
Duitsland (2018) ·
Frankrijk (2010) ·
Iran (2006) ·
Kameroen (2014) ·
Kroatië (2014) ·
Nederland (2014) ·
Portugal (2006) ·
Uruguay (2010) ·
Zuid-Afrika (2010) ·
Zuid-Korea (2018) ·
Zweden (2018)